# Демпфер
Демпфер (нім. Dämpfer «глушник, амортизатор» ← dämpfen «заглушувати») — пристрій для гасіння (демпфування) або запобігання коливанням, що виникають у машинах, приладах, системах чи спорудах під час їх роботи.
У загальному сенсі демпфер — щось, що діюче заспокійливо, пом'якшувальне.

## Застосування
- Гідравлічні та пневматичні демпфери застосовуються у гідравлічних системах, автоматичних регуляторах та вимірювальних приладах. Гідравлічні демпфери поділяють на демпфери пульсацій, стабілізатори потоків, гасителі пульсацій та гасителі гідроударів. Також, різною мірою як гідравлічні демпфери використовують стандартні поршневі, балонні і мембранні гідроакумулятори.

- В електричних машинах демпфер (демпферна обмотка) — котушки індуктивності, що запобігають різкому збільшення комутаційних струмів або напруги в електричних ланцюгах; наприклад, у разі короткого замикання або наведення.

- У струнних музичних інструментах демпфер — пристосування для припинення коливань струн, що складається з окремих колодочок (у фортепіано) або планок (у арфи), обклеєних м'якою повстю (фільцем).

- У підвісках автомобілів та інших транспортних засобів використовуються демпфуючі пристрої — амортизатори .

- В акустичних системах (т. зв. «колонках») демпфер — обідок, що кріпить мембрану звукового елемента до рами. Зазвичай виготовляються з полімерних матеріалів (для ВЧ-елементів), гуми або поролону (для СЧ- та НЧ-елементів). Використовується для гасіння залишкових коливань мембрани.

- В авіації: демпфер аеропружних коливань літального апарата - самостійна бортова електронна система або підсистема у складі системи автоматичного управління польотом (САУ), призначена для автоматичного гасіння короткоперіодичних коливань літака в польоті, що неминуче виникають при змінах польотних режимів і, що особливо важливо, розгойдування літака льотчиком, що може призвести до значних навантажень і руйнування конструкції. У технічному плані складається з групи гіроскопічних датчиків, що контролюють кутові переміщення літака в просторі, електронної схеми обробки та посилення сигналів демпфування та виконавчих агрегатів, включених послідовно в механічне проведення управління, або ці сигнали підмішуються до інших сигналів управління САУ. Проблема поздовжнього прогресуючого розгойдування гостро проявилася на надзвуковому бомбардувальнику Ту-22, з цієї причини було втрачено досвідчений Су-27. Проблема поперечно-курсового розгойдування досі актуальна для багатьох важких (зокрема пасажирських) повітряних суден, і називається як "голландський крок". Практично все більші пасажирські літаки мають курсовий автомат демпфування.

- У ризик-менеджменті демпфер — граничне значення безпечного ризику для підприємства. Механізм демпфування ризиків передбачає аналіз можливих загроз чи факторів, що породжують ці загрози, визначення порогових значень безпеки, виділення діапазону свідомих ризиків, який готовий прийняти він господарюючий суб'єкт.
- У програмуванні демпфер — система балансування навантаження на компоненти системи при стрибках швидкості надходження даних.

## Фізика процесу
Важливою властивістю демпфера є зменшення добротності тієї коливальної системи, до якої підключено. Принцип дії демпфера полягає у незворотному переведенні отриманої ним енергії в тепло або руйнування матеріалу. Наприклад, масло в амортизаторі запобігає його паразитним коливанням після проїзду колесом перешкоди. Олія при цьому нагрівається.
Дуже добрим демпфером є пісок: при поглинанні ним енергії піщинки труться одна про одну (відбувається нагрівання  і подрібнюються (механічне руйнування).